# Anvar Szádát
Muhammad Anvar asz-Szádát (arabul: محمد أنور السادات), közismertebb, bár helytelen változatban: Anvar Szadat (Mit Abu I-Kóm, 1918. december 25. – Kairó, 1981. október 6.), egyiptomi politikus, katonatiszt, Egyiptom harmadik elnöke 1970-től 1981-es meggyilkolásáig. Oszlopos tagja volt annak a Szabad Tisztek Mozgalmának, amely az 1952-es forradalomban megbuktatta az egyiptomi királyt, majd eltörölte a monarchiát és véglegesen felszámolta a brit befolyást, valamint közeli bizalmasa Gamal Abden-Nasszernek, a huszadik század legjelentősebb arab politikusának, akit az elnöki poszton követett.
Tizenegy éves elnöksége alatt sokat változtatott Egyiptom politikáján, többek között visszaállította a többpártrendszert és engedélyezte a külföldi magánbefektetéseket. A jom kippuri háborúban betöltött szerepe hőssé tette Egyiptomban, rövid időre pedig az arab világban is.
Izrael elismeréséért és a Camp David-i egyezmény aláírásáért megkapta a Nobel-békedíjat, de ezek ugyanakkor népszerűtlenné tették sok arab szemében (következményként Egyiptom tagságát az Arab Ligában egy időre felfüggesztették). Szadat egyik merénylője, Haled el-Iszlámbúli elmondása szerint tettük hátterében főként az egyiptomi–izraeli békeszerződés állt.

## Ifjúsága

### Családi háttere
Apja, a Mit Abu l-Kómban élő Muhammad Muhammad asz-Szádáti elemi iskolát végzett, és tolmácsi feladatokat ellátó altisztként a Nílus-deltában kutató brit orvosi alakulathoz csatlakozott. Első feleségét még lakhelyén vette el, de róla semmit sem tudunk; második felesége, a későbbi elnök anyja egy felszabadított afrikai rabszolga lánya volt, akitől örökölte sötét bőrszínét. Miután Szádátí alakulatát áthelyezték az akkor közös angol-egyiptomi ellenőrzés alatt álló Szudánba, ő feleségével együtt a katonákkal tartott. Kiküldetése alatt négy gyermekük született, akiket anyjuk hazautazott megszülni, majd az energikus nagymamára bízta őket elválasztásuk után, és visszatért a családfőhöz. Anvar volt a frigy második gyümölcse; nevét az ifjútörök Enver pasáról kapta (hasonlóan a Talát pasáról elnevezett bátyjához, illetve a Mustafa Kemal Atatürk után elnevezett öccséhez).

### Gyermekévei
Anvar, aki egészen az 1952-es forradalomig apja asz-Szádátí nevét használta, helyben tanult meg írni-olvasni, majd egy évet a közeli kopt keresztény iskolában töltött, ahol muszlim létére jobb híján egy ideig a padot koptatta.
Későbbi visszaemlékezéseiben kitüntetett szerep jut az első hét évnek. A felhőtlen, gondtalan, egyszerű élet, a sokat hangsúlyozott fellah-közeg sokszor indította nosztalgiára elnökként. Építtetett is egy rezidenciát szülőfalujában, ahol tartózkodva egyszerű köpenyt viselt, és sokat meditált – eközben tanulságos szavakkal fordult népéhez a rádión keresztül. Memoárjaiban kiemelt szerep jut a faluban igen tekintélyes nagyanyjának, akinek politikai szerep is jutott: annak idején a britek ellen lázadó Ahmed Orabi munkatársaként dolgozó nagybátyja nevelte fel, és sokat mesélt a felkelésről, illetve a környékbeli „mártírokról” (például egy bizonyos Zahránról, akit a britek felakasztottak). Ebben az időben ugyanis Egyiptom gyakorlatilag Nagy-Britannia gyarmata volt, amit Szadat – gyermekkori előzmények alapján is – felnőve hevesen ellenzett.

### A fővárosban
A családfőt 1925-ben Kairóba helyezték át, és az idősebb Szádátí ezúttal családját is magával vitte. Itt hamarosan két újabb feleséget is szerzett magának, és gyermekei száma 13-ra emelkedett. A családi hierarchiában Anvar fekete bőrű anyja és gyermekei a legalsó helyet foglalták el, ami mély nyomokat hagyott a későbbi elnökben. Hiányzott a barátságos falusi légkör, ahol egy kissé fel is néztek az „effendi családjára”. Ráadásul a kairói tanulmányok már nem mentek olyan fényesen, mint a falusi elemi iskolában: Anvar a középiskolát három tanintézmény között oda- és visszairatkozva tudta befejezni. Ettől kezdve egyre inkább az önképzés híve lett, és valóban sokat is olvasott. Később – propagandisztikus okokból is – sokszor kifejezte bizalmatlanságát az értelmiséggel kapcsolatban, mint a „nép egyszerű fia”.
A kamasz és ifjú Szádátíban mindinkább elmélyült a britellenes érzület, bár Egyiptom függetlenségének eszméjén kívül nem volt szilárd ideológiai háttere: egyaránt méltányolta Mahátma Gandhi, Kemal Atatürk, Adolf Hitler és a Muszlim Testvériség tevékenységét, és később sem válogatta meg, hogy kikkel szervezkedjen. Számos tüntetésen vett részt, és különféle demonstrációs módszerekkel próbálkozott (14 évesen például az Egyiptomban járó Gandhit kezdte utánozni).

### A seregben
A fordulópontot az jelentette a fiatalember életében, hogy altisztképző akadémiát nyitottak, ahova az alsóbb néprétegek fiai is bekerülhettek, ugyanis a britek érdeke az volt, hogy a Birodalom számára minél nagyobb létszámú és modernebb egyiptomi sereg álljon rendelkezésre. Szádátí protekcióval került be. A másfél évnyi képzés után hadnagyi rangban kezdett szolgálni Dél-Egyiptom Mankabád városában, ahol több, hasonlóan britellenes, fiatal tiszttársával (köztük a karizmatikus Gamal Abden-Nasszerrel) együtt üres óráikban a politikai helyzetről vitatkoztak, és megvetették a későbbi Szabad Tisztek Mozgalmának alapját. (Minden valószínűség szerint Nasszer volt a főszervező, bár későbbi életrajzában Szadat magát tüntette fel afféle ideológiai mérvadóként.)

### Szervezkedés
Az ezt követő években a tettvágytól égő Szadatot megkereste a világot iszlám fundamentalista módon átalakítani kívánó Muszlim Testvériség, egyenesen Haszan el-Banna kereste fel. A vallásos, fiatal tisztet nem szervezték be, bár lelkesedett a mozgalom céljaiért. A kísérletnek az vetett véget, hogy Szadatot – valószínűleg tudva a találkozókról – áthelyezték Marsza Matrúhba, a Földközi-tenger partjára. A közben kitört II. világháborúban hamarosan megnyílt az afrikai hadszíntér, és az Erwin Rommel vezette Német Afrika-hadtest diadalmas előrenyomulásán felbuzdulva Szadat kémtevékenységbe kezdett. Dilettáns intézkedései és nevetséges szervezkedései azonban semmiféle eredményt nem hoztak, de 1942-ben bebörtönözték. Mivel azonban egy ideje a királyi titkosszolgálat, az Egyiptomi Vasgárda is kapcsolatot tartott vele, nem túlzottan súlyos körülmények közé került, mint az később részletekben publikált börtönnaplójából kiderül. Az igencsak laza fogságból, ahol többek között színdarabot írt és rendezett, illetve megtanult németül (amiért Henry Kissinger később elismerőleg szólt róla), 1944-ben kétszer is kiszökött: először demonstratív céllal, miután önként visszatért a fogdába, másodszor pedig az éhségsztrájk miatt a kórházba szállították, ekkor szökött meg végleg. 1945-ig, amíg fel nem oldották a statáriumot, illegalitásban élt Háddzs Muhammad néven, szakállt növesztve.

## A névtelen Szadat

### Merénylő és forradalmár
A háború végeztével Szadat ismét visszakerült a föld alatti szervezetek, iszlamista, britellenes és forradalmár csoportok szövevényébe. 1946-ban ismét börtönbe került britbarát politikusok elleni merényletekben való részvételért (ő leginkább felbujtóként, tervezőként vett ezekben részt). 1949-ben, szabadulása évében elvált első asszonyától, Ikbál Mádítól, akitől három lánya született, és feleségül vette élete párját, a máltai származású, de magát angolnak valló Dzsíhánt, akitől három lánya és egy fia született.
Ebben az időben különféle vállalkozásokba fogott, de üzlettársai rendszerint kijátszották. Végül kérte visszavételét a seregbe, amit vasgárdista kapcsolatai el is intéztek számára, és a Sínai-félszigetre helyezték. Eközben Nasszer már komoly szervezkedést hajtott végre, és javaslatára a Szabad Tisztek Mozgalma befogadta az egyébként megbízhatatlannak tartott, de az udvarhoz fűződő kapcsolatai miatt értékes Szadatot.
1952. július 23-án a Szabad Tisztek átvették a hatalmat, amiről Szadat – akit Kairóba hívtak, de nem találkozott senkivel, ezért családjával moziba ment – gyakorlatilag lemaradt. Saját emberei majdnem letartóztatták, mert még a jelszót sem tudta, de végül rábízták a hatalomátvétel rádión keresztül történő bejelentését. Fárúk egyiptomi király alexandriai búcsúztatásán is jelen volt, ahol elájult.

### A politikus
Szadat, bár a Mozgalom végrehajtó tanácsában tag volt, semmiféle hatalommal nem rendelkezett az Egyiptomi Köztársaságban. Jelentéktelen propagandaszerepeket és kulturális funkciókat kapott (ő lett az egyik új kormánylap, az al-Gumhúrija (A Köztársaság) szerkesztője), és mindenben támogatta Nasszert, aki a „Bik-Bik basi” (Igen-igen ezredes) gúnynevet ragasztotta rá. Szadat stratégiája mégis bevált, ugyanis az 1960-as évek második felére Nasszer barátjává nőtte ki magát.
1959-ben az egyiptomi képviselőház elnöke lett. Szadatnak nagy szerepe volt abban, hogy Nasszer nagy erőkkel avatkozott be a jemeni polgárháborúba, amely vállalkozás végül pénzpocsékolásnak bizonyult. 1969-ben a megromlott egészségű Nasszer váratlanul kinevezte alelnökévé rabati útja előtt, ám baklövései miatt (egy zsarolással fűszerezett gyanús ingatlanügylet és a Nasszer által elfogadott Rogers-terv elutasítása) közelgett bukásának ideje. Ebben Nasszer halála (szeptember 28.) akadályozta meg.

## Szadat elnöksége

### A hatalom megszilárdítása
Szadat ügyvezető elnök lett, október 15-én pedig megválasztották az elhunyt politikus utódjának. Helyzetére és ismertségére jellemző, hogy a CIA szakértői nem egészen hat hónapot adtak neki, míg egy erősebb vezető megdönti a hatalmát.
Szadat elnök elnöksége kezdetén mindent megtett a nasszeri tömegpárt, az Arab Szocialista Unió soraiban támogatást kereső volt miniszterelnök, Ali Szabri és többi potenciális ellenfele ellen. 1971 májusában titokban még azt is felajánlotta a térségben tartózkodó amerikai külügyminiszternek, William Rogersnek, hogy hátat fordít a szovjeteknek, akik ellenfelei mögé álltak. Az amerikai külügy nem tudta mire vélni a felajánlást, mivel nem voltak információi arról, hogy mire számíthat az ismeretlen Szadattól.

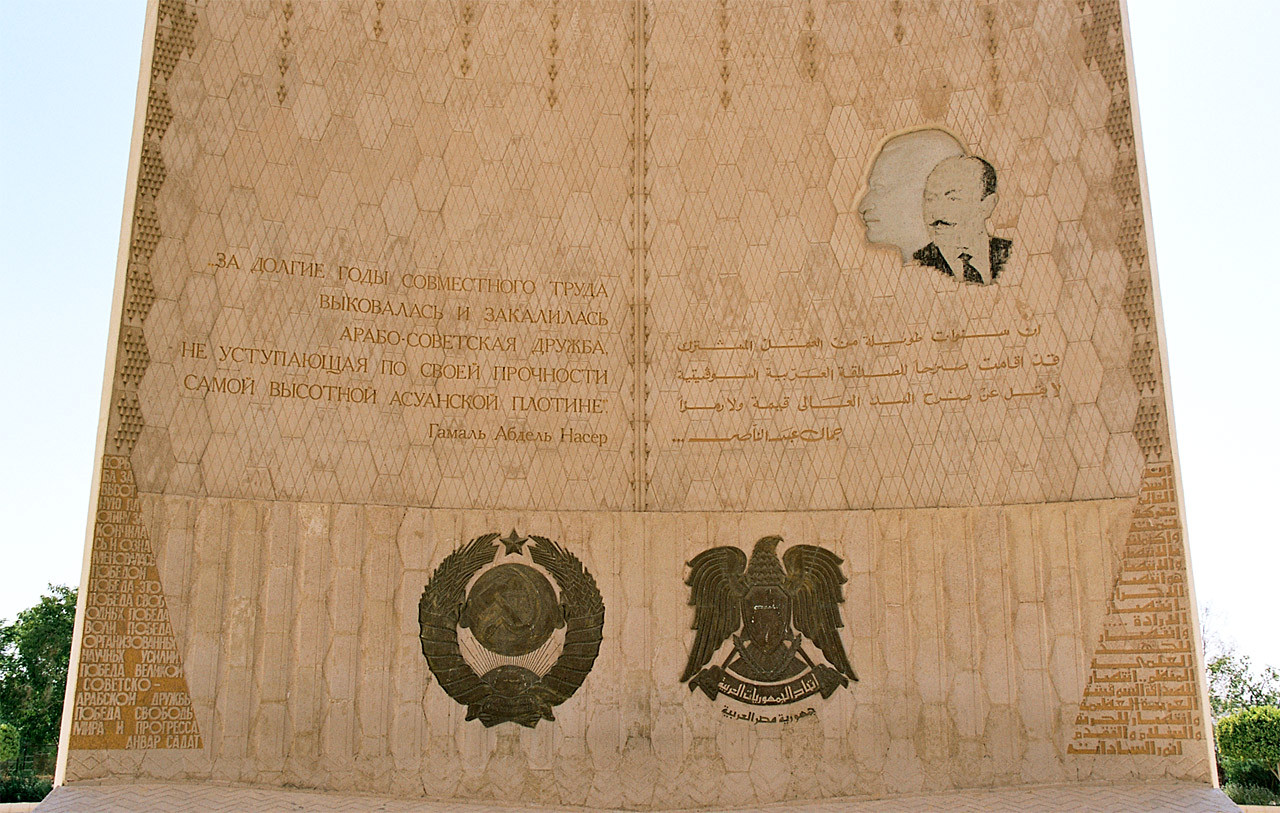
Az 1971. január 15-én hivatalosan átadott, szovjet támogatással épült asszuáni gátnál felállított orosz-arab kétnyelvű emlékmű, rajta Nasszer és Szadat képmása

Az elnök végül megőrizte és megerősítette hatalmát. Az 1970-ben politikailag aktív 26 Szabad Tiszt közül csupán 8 került az új elitbe, sokan elhallgattak, néhányan pedig Szadat ellenzékének vezetői lettek (így Hálid Muhji ad-Dín a baloldalon, Kamál ad-Dín Huszejn pedig a nacionalistáknál). Ez azzal is együtt járt, hogy a katonai elem is visszaszorult a vezető körökben. Természetesen továbbra is voltak ős-szadatista tisztek: Hoszni Mubárak alelnök, Ahmed Iszmáíl Ali, Abd al-Gáni al-Gamaszi és Kamál Haszan Ali, de sokkal nagyobb súlyt kapott a technokrata nagypolgári elem: Abd al-Azíz Hidzsázi, Mamdúh Szalím és Musztafa Halíl miniszterelnökök, Iszmáíl Fahmi külügyminiszter, Abd al-Munim Ajszúni miniszterelnökhelyettes, Ahmad Izz ad-Dín Hilál olajügyi miniszter és Ahmad Szultán hadügyminiszter mind-mind nagy hatalommal bírtak. Még ezen a belső körön belül is volt azonban egy csoport, az agrár- és ipari elit, akik talán a legközelebb álltak Szadathoz. Legjelentősebb képviselőik a multimilliomos iparmágnás Oszmán Ahmed Oszmán és a nagybirtokos Szajjid Marei voltak. Mindketten összeházasították egy-egy fiukat Szadat egy-egy lányával, így gyakorlatilag az elnök családjának tagjai lettek. Oszmán egy ideig az újjáépítési miniszteri posztot töltötte be, és hozzátartozóit is jövedelmező pozíciókba juttatta, Szajjid pedig több alkalommal vezette az elnök pártját.

### Belpolitika
Bár megválasztásáig elődje politikájának egyik legfőbb támogatója volt, kormányzása alatt meglepően független irányvonalat képviselt. Nasszer korábban elsősorban saját karizmájának köszönhette hatalmát és népszerűségét amellett, hogy az ellenzékét szoros ellenőrzés alatt tartotta, és több politikai vetélytársát bebörtönözte. A kevésbé karizmatikus Szadat változtatott ezen: bár maga is több alkalommal letartóztattatta politikai ellenfeleit, nagylelkűségét kimutatva sokakat szabadon engedett. Bár személyesen felügyelte rengeteg lehallgatási anyag és titkos rendőrségi akta színpadias elégetését, a megfigyelések tovább folytatódtak. Propagandistaként eltöltött évei során mindenesetre jól megtanulta, hogy a szimbolikus politika milyen fontos.
A szovjetektől való elhidegüléssel (ld. lejjebb) párhuzamosan szakított a korábbi merev, szocializmustól átvett szekularizmussal, magát hívő muszlimként tüntette fel. Valószínűleg Szajjid javaslatára engedélyezte a pártok működését és enyhített a cenzúrán. A gazdaságot igyekezett külső befektetésekkel megerősíteni (az 1974-ben meghirdetett ún. infitáh – nyitottság), egyúttal megrendítette a politikai oligarchia hatalmi bázisát. Elsősorban a Perzsa-öböl menti kőolajtermelő államokból érkezett a beáramló tőke. Megerősödtek a közép- és felsőbb rétegek, a jelentkező infláció azonban a szegényebb tömegeknek jelentős nehézségeket okozott.
Egyiptom már régóta a Nemzetközi Valutaalap nyomása alatt állt, hogy csökkentse a pénzügyi tartalékokat felemésztő élelmiszertámogatásokat. Szadat ügyes húzással nem fokozatosan vitette le a támogatás mértékét, hanem 1977-ben egyetlen nap alatt szüntette meg a rendszert. Emiatt napokon belül duplájára emelkedtek az élelmiszerárak, ez ún. élelmiszer-lázadásokat eredményezett. Az IMF ennek hatására kénytelen volt visszakozni és átütemezni Egyiptom kölcsöneit, az USA pedig növelte az afrikai országnak juttatott segélyeket. Ezek után az élelmiszer-támogatások rendszerét azonnal visszaállították.

### Külpolitika

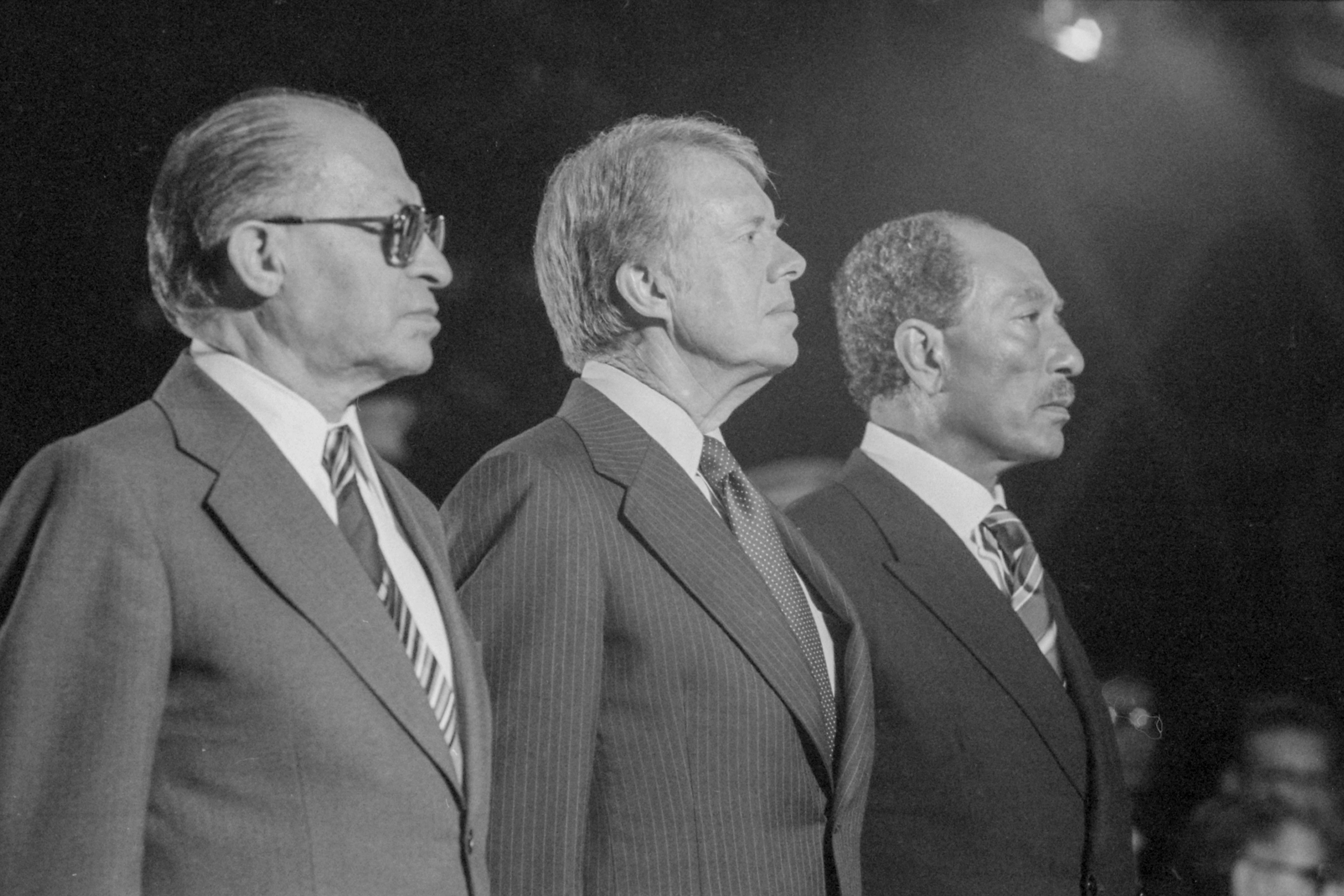
Begin, Carter és Szadat Camp Davidben, 1978

Mivel a Szovjetunió nem teljesítette a gazdasági és katonai segítségre irányuló kéréseket, Szadat 1972-ben hazaküldött 20 000 szovjet katonát (5000 tanácsadót és 15 000 légierő-alkalmazottat). Az Egyesült Államokkal ezzel szemben kezdettől fogva igyekezett jó kapcsolatokat kiépíteni, és amelyik elnökkel csak tárgyalt, azzal személyesen is jó viszonyba került – így Nixonnal, Forddal, Carterrel és Reagannel is. Henry Kissinger erre így emlékezett vissza:
„Nixont nagy államférfiként, Fordot a jóakarat élő megtestesüléseként, Cartert a világ számára éppcsak hogy nem túlzottan is jó misszionáriusként, Reagant pedig egy népi forradalom jóakaratú vezéreként kezelte, ügyesen rátapintva mindegyikük énképére, és elnyerve mindegyikük bizalmát.”
Ezzel párhuzamosan azonban nem adta fel a korábbi közel-keleti hatalmi ambíciókat: 1973-ban egyik főszervezője volt az Izrael elleni jom kippuri háborúnak, melynek keretében Szíria és Egyiptom egyszerre rohanta le a zsidó államot. A várt sikereket ugyan nem érte el – a Szuezi-csatorna és a Sínai-félsziget nem került egyiptomi kézbe –, de bebizonyosodott, hogy az arab államok már fel tudják venni a versenyt az Egyesült Államokhoz segítségért folyamodni kénytelen zsidó állam haderejével. A hadjárat végül azzal ért véget, hogy mind az USA, mind a Szovjetunió közbeavatkozott a hatalmi egyensúly megőrzéséért.
A fegyverszünetet Henry Kissinger, az amerikai külügyminiszter hozta tető alá. Szadat meggyőződött róla, hogy Egyiptom érdekeit jobban szolgálja, ha Moszkva helyett Washington pártjára áll: 1976-ban felbontotta a szovjet-egyiptomi barátsági szerződést.
Szadat csillaga az arab világban mindaddig folyamatosan emelkedett, míg mindenki hatalmas meglepetésére 1977. november 19-20. között Izraelbe utazott, tárgyalt Menáhém Begín elnökkel és beszédet mondott a Knesszetben. Ezzel Egyiptom – az arab államok közül elsőként – elismerte Izraelt. Szadat elsősorban a háborúskodás miatt jelentkező gazdasági problémák miatt kényszerült kiegyezni. A tárgyalások eredményeként 1978. szeptember 17-én Jimmy Carter amerikai elnök védnöksége alatt megszületett az előzetes békeszerződés, a híres Camp David-i egyezmény, majd 1979. március 26-án a békekötés is megtörtént. Ez a béke fejében kötelezte az izraelieket arra, hogy visszaadják az Egyiptomtól elhódított területeket (a Sínai-félszigetet), és biztosítsák a független palesztin állam létrejöttének feltételeit azzal, hogy nem létesítenek újabb zsidó telepeket a palesztinlakta területeken.

## Bukás
Szadat a nyugati közvélemény szemében egyre népszerűbb lett – 1977-ben a Time magazin az év emberének választotta, és 1978-ban Beginnel együtt megkapta a Nobel-békedíjat – az arab világ viszont mindinkább elhatárolódott tőle, és Egyiptomban is jelentős iszlámista ellenzéke akadt. Az Arab Liga székhelyét Kairóból áthelyezték Tuniszba, Egyiptom tagságát felfüggesztették, és több tagország szigorított az addigi gazdasági és diplomáciai kapcsolatokon.
Szadat a belső kritikákra azzal válaszolt, hogy szigorított a rendszerén. Megerősödött a cenzúra, a politikai ellenfeleket pedig bebörtönözték. Ezzel párhuzamosan az egyes intézkedésekkel kapcsolatban népszavazásokat tartottak, melyeken rendszerint 99% körül mozgott Szadat támogatottsága (így például 1979 májusában az egyiptomiak 99,9%-a elfogadta a békét Izraellel). Mindazonáltal 1980 tavaszán ellenzéke megvádolta azzal, hogy a saját alkotmányának sem felel meg. A manifesztum kijelentette, hogy „a mód, ahogy Egyiptomot kormányozzák, nem valamely specifikus kormányzati formán alapszik. Ugyan nem diktatúra, nem nácizmus vagy fasizmus, de demokrácia és áldemokrácia sem.”
Szadat 1981 szeptemberében elrendelte elnöksége legnagyobb hajtóvadászatának megindítását ellenfelei ellen. A hivatalos adatok szerint mintegy 1600 ellenzékit börtönöztek be, többek között diákokat is. Alig egy hónappal ezután (1981. október 6.) Szadatot meggyilkolta az Egyiptomi Iszlám Dzsihád nevű iszlámista szervezet.
A merényletre egy, a jom kippuri háború emlékére tartott díszfelvonulás alkalmával került sor. Az egyiptomi elnököt négyszeres biztonsági intézkedések védték, és a felvonuláson részt vevő katonáknál nem lehetett lőszer – csakhogy az ezért felelős tisztek éppen mekkai zarándoklatukon voltak. A tömeg felett elszállt egy Mirage-vadászgépraj, ami elterelte a figyelmet, ekkor egy csapatszállító állt meg az elnöki lelátó előtt. A kiszálló Haled el-Iszlámbúli hadnagy szalutált, Szadat pedig felállt, hogy fogadja a tisztelgést. Ekkor el-Iszlámbúli hadnagy három gránátot dobott Szadat felé, melyek közül csak a harmadik robbant fel, majd a hadnagy vezette fegyveresek lövéseket adtak le az elnökre, aki azonnal életét vesztette.
A magas rangú nézők pánikszerű menekülése közben és a kialakuló tűzharcban tizenegyen meghaltak – köztük a kubai nagykövet és egy ortodox pap – és huszonnyolcan megsérültek, így például Hoszni Mubárak alelnök, Butrosz Butrosz-Gáli külügyminiszter, későbbi ENSZ-főtitkár, James Tully ír védelmi miniszter, valamint további diplomaták és tisztviselők. Az összeesküvőket bíróság elé állították, és 1982 áprilisában kettejüket sortűz, hármójukat pedig kötél által kivégezték.
Szadat utódja 1975-ben kinevezett alelnöke, Hoszni Mubárak lett. Temetésén nagyszámú nyugati politikus jelent meg, többek között három volt amerikai elnök és a hatalmon lévő Reagan, míg az Arab Liga tagjai közül csupán Szudán államfője, valamint Omán és Szomália képviselői tisztelték meg látogatásukkal. A nép körében sem kezdődött a Nasszer halálát követőhöz hasonló nemzeti gyász.

## Szadat és az utókor
Az egyiptomi elnököt a muszlim világ nagyon sokáig negatív történelmi szereplőnek tartotta, és ez csak az öbölháború idején kezdett változni, amikor sokan rájöttek, hogy a nyugati orientáció milyen előnyöket rejt magában.

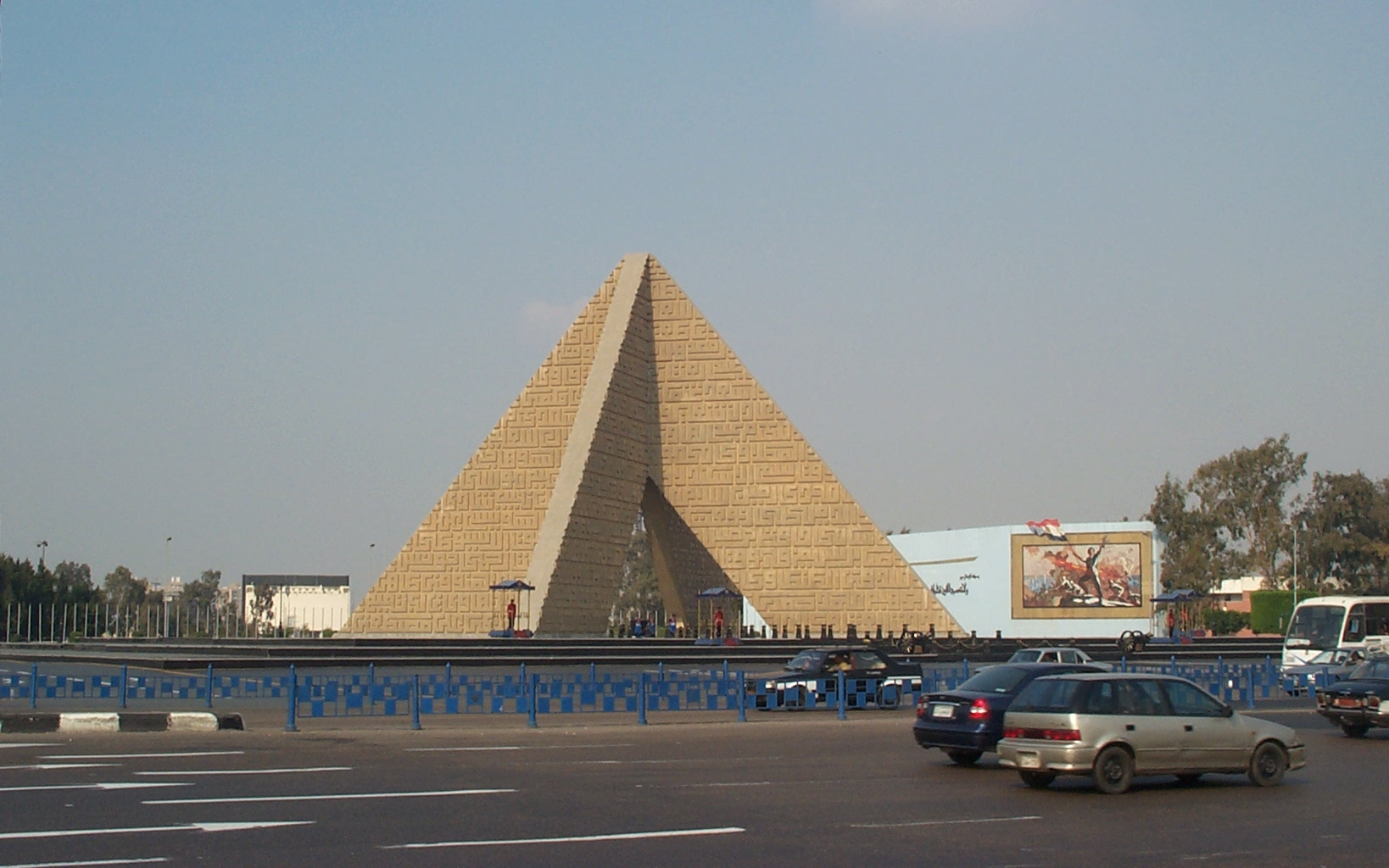
Szadat-emlékmű, Kairó

1983-ban Sadat címmel amerikai sorozat készült a politikus életéről Louis Gossett Jr. főszereplésével. Az egyiptomi kormány, amit a feketék gyakran afrofóbnak tartanak, betiltotta a filmet, tiltakozva az ellen, hogy egy néger játssza el az elnök szerepét. 2001-ben született meg az első arab film Szadatról Szadat napjai címmel. A film nagy sikert aratott az országban, és a címszereplő Ahmed Zaki legnagyobb szerepének tekintették.

## Művei
- A forradalom teljes története
- A forradalom ismeretlen oldalai
- Fiam, itt a nagybátyád, Gamal!
- Identitást keresve
- Forradalom a Níluson